# Tofffsy et l'Herbe musicale
Tofffsy et l'Herbe musicale ou Tofffsy et l'Herbe magique (Tofffsy e l'Erba Musicale) est une série télévisée d'animation italienne produit en 1974 en 26 épisodes de 5 minutes créée par Pierluigi de Mas, Gian Andrea Garola et Dodi Melegaro, et diffusée en 1977 sur Telemontecarlo. En 1974, elle obtient le premier prix à l'Animafest Zagreb.
Au Québec, elle a été diffusée à partir du 30 septembre 1978 dans le bloc de programmes Bagatelle à la Télévision de Radio-Canada, et en France à partir du 5 mai 1982 sur TF1 dans l'émission Mer-cre-dis-moi-tout puis dans Croque-vacances.

## Synopsis
Tofffsy est un petit lutin aux cheveux blonds, vêtu de rouge. Il possède une herbe magique qui fait de la musique lorsqu'on souffle dessus et révèle les mensonges.
À chaque épisode, Tofffsy démasque un charlatan ou un être fourbe qui s'est introduit dans le manoir.

## Fiche technique
- Titre original : Tofffsy e l'Erba Musicale
- Titre français : Tofffsy et l'Herbe musicale ; Tofffsy et l'Herbe magique
- Titre québécois : Toffsy[2]
- Création : Pierluigi De Mas, Gian Andrea Garola et Dodi Melegaro
- Réalisation : Pierluigi De Mas, Gian Andrea Garola et Dodi Melegaro
- Scénario : Maria Teresa Buroni, Anna Lisa Volpi
- Conception graphique : Pierluigi De Mas, Roberta Casini, Tonino Salerno, Gian Andrea Garola
- Animation : Franco Martelli, Tony Salerno, Massimo Vitetta
- Musique : Franco Tadini
  - Générique français interprété par Lionel Leroy
- Société de production : Audiovisi Demas
- Pays : Italie
- Langue : italien
- Format : Couleurs - 35 mm - 1,33:1 - son mono
- Genre : animation
- Nombre d'épisodes : 26 (1 saison)
- Durée : 5 min 30 s
- Dates de première diffusion :  Italie : 1977 ;  France : 23 juin 1982

## Distribution

### Voix québécoises
- Mirielle Lachance : Tofffsy
- Luc Durand : Otto
- Edgar Fruitier : Gustave

 Source et légende : version québécoise (VQ) sur Doublage.qc.ca

## Épisodes
1. L'herbe musicale
2. Les Faussaires et l'Herbe musicale
3. Fritz Franz et l'Herbe musicale
4. Le Neveu Jean-André et l'Herbe musicale
5. Le Sacripant et l'Herbe musicale
6. Zagor et l'Herbe musicale
7. Arthur et l'Herbe musicale
8. Le Dompteur de puces et l'Herbe musicale
9. Le Voleur de chien et l'Herbe musicale
10. L'Inventeur et l'Herbe musicale
11. Rebecca et l'Herbe musicale
12. Les Fourmis et l'Herbe musicale
13. Les Touristes et l'Herbe musicale
14. Le Martien et l'Herbe musicale
15. Les Voleurs et l'Herbe musicale
16. Les Jumeaux et l'Herbe musicale
17. Les TV3 et l'Herbe musicale
18. Pierre et l'Herbe musicale
19. Diomille et l'Herbe musicale
20. Le Méchant Docteur et l'Herbe musicale
21. Papa Noël et l'Herbe musicale
22. Le Magicien noir et l'Herbe musicale
23. Le Bookmaker et l'Herbe musicale
24. L'Horloger et l'Herbe musicale
25. Le Cowboy et l'Herbe musicale
26. La Tour volée